# Childe Hassam

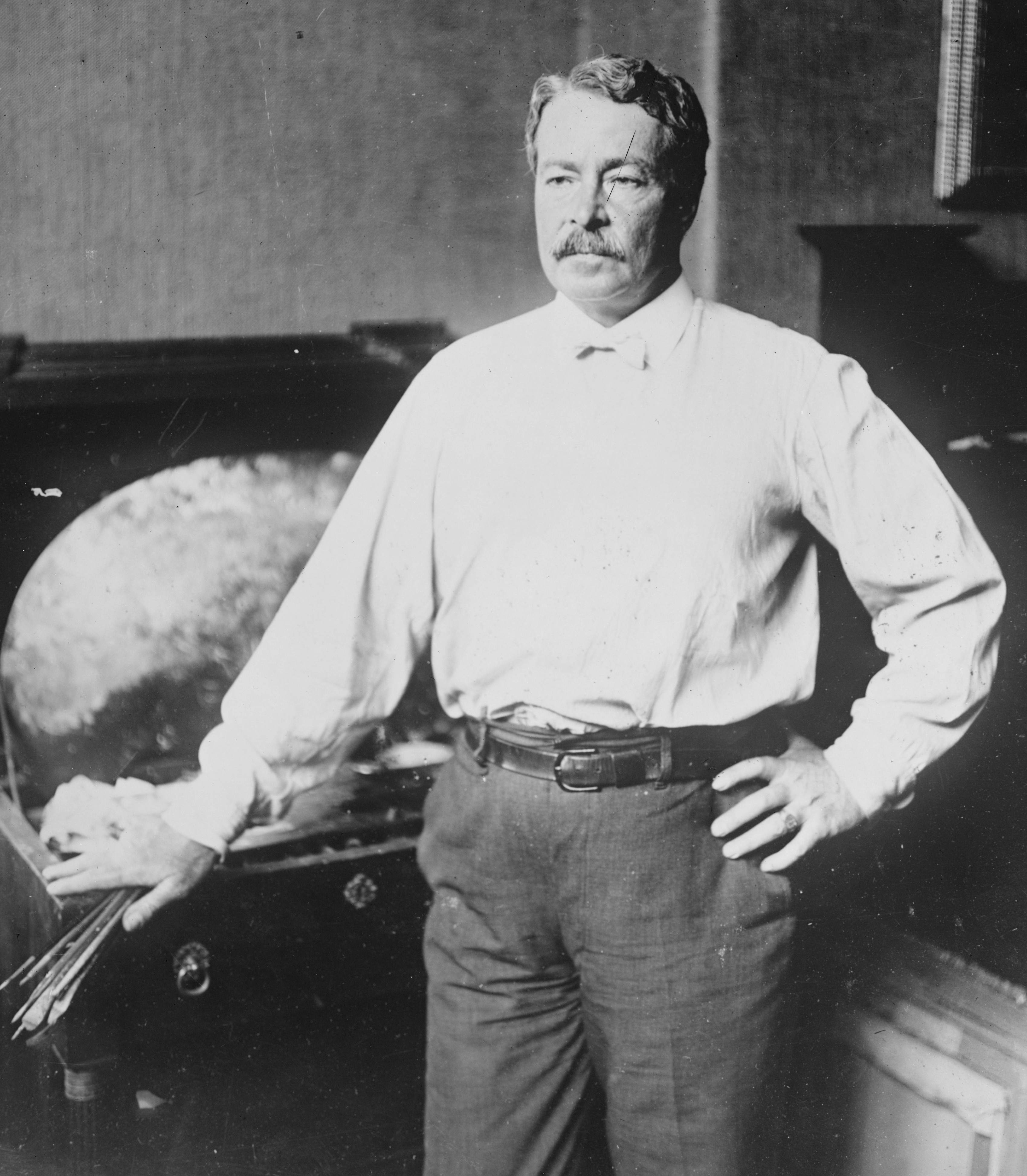
Childe Hassam

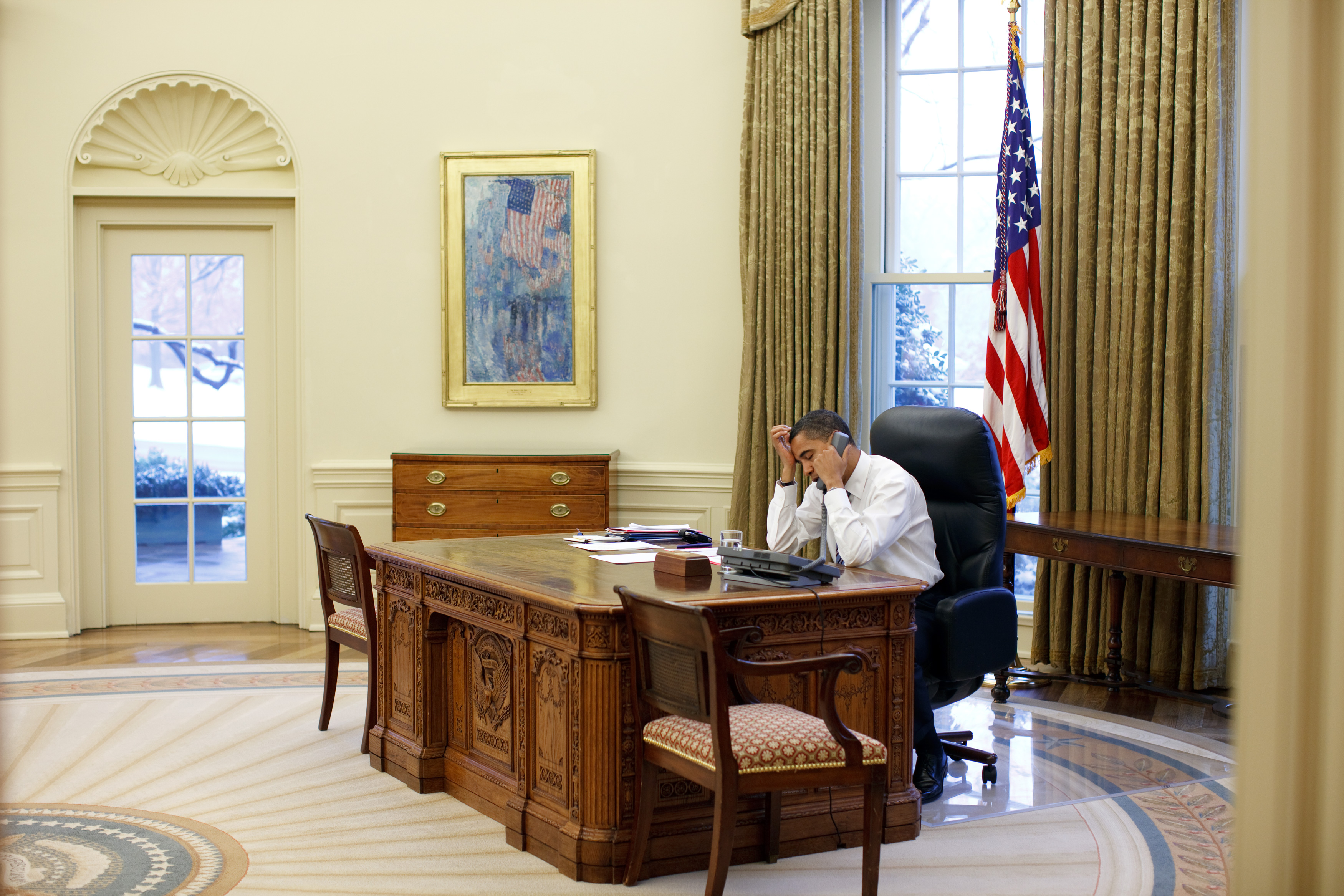
Hassamův obraz v Bílém domě

Childe Hassam, plným jménem Frederick Childe Hassam (17. října 1859, Dorchester, Massachusetts – 27. srpna 1935, East Hampton, New York) byl americký impresionistický malíř. Barack Obama po svém zvolení do úřadu prezidenta instaloval jeho obraz The Fifth Avenue in the Rain (1917) v oválné pracovně.

## Historie
Childe Hassam se narodil 17. října 1859 ve Dorchesteru, který tvoří část Bostonu. V letech 1886-1889 pobýval v Paříži, kde studoval umění na Julianově akademii. Jeho profesory byli Gustave Boulanger a Jules Joseph Lefebvre. Francouzský impresionismus, především dílo Clauda Maneta jej silně ovlivnilo. Po svém návratu do Ameriky se usadil v New Yorku, kde maloval ulice a budovy města v impresionistickém stylu.
V roce 1889 získal na světové výstavě v Paříži bronzovou medaili a na Mezinárodní výstavě umění v Mnichově v roce 1892 zlatou medaili.